# IC 481
IC 481 је спирална галаксија у сазвјежђу Близанци која се налази на листи објеката дубоког неба у Индекс каталогу.
Деклинација објекта је + 24° 9' 37" а ректасцензија 7h 59m 2,8s. Привидна величина (магнитуда) објекта IC 481 износи 14,4 а фотографска магнитуда 15,2. IC 481 је још познат и под ознакама UGC 4130, MCG 4-19-13, CGCG 118-31, PGC 22374.